# أوقات صلاة النفل
أوقات صلاة النفل أو مواقيت الصلاة غير المفروضة. وهي: «مواقيت زمانية». ووقت صلاة النفل هو: الزمن الذي حدده الشرع لتؤدى فيه صلاة النفل ودخول الوقت شرط لصحة صلاة النفل المقيد، فيدخل وقت النفل المؤقت بزمن معلوم، أو حدوث فعل أو سبب. أما صلاة النفل المطلق؛ فليس لها وقت محدد، بل تصلى في أي وقت إلا في الأوقات المنهي عن الصلاة فيها.
- النفل المقيد بلا سبب ولا ارتباط بغيره
- مقيد بسبب
- مقيد بوقت غيره
- مقيد بفعل غيره
- نفل مطلق

## أوقات صلاة النفل
أوقات صلاة النفل
الوقت أو الميقات بالنسبة لصلاة النفل هو: مقدار زمن معلوم البداية والنهاية، وضع في الشرع مرتبطاً بالصلاة، وهو: وقت أداء فعل الصلاة. ويسمى: «وقت الأداء» لأن الصلاة تؤدى فيه. وما بعده يسمى: «وقت القضاء» بالنسبة للصلاة الفائتة بعد خروج وقتها.

### أنواع صلاة النفل المقيد
- صلاة النفل المقيد بلا سبب ولا ارتباط بغيره، مثل: صلاة العيدين، وصلاة الضحى.
- صلاة النفل المقيد بسبب، يدخل وقته بوجود السبب، وينتهي بانتهاء سببه. مثل: صلاة الكسوف
- صلاة النفل المقيد بوقت غيره مثل: صلاة السنن الرواتب القبلية، يدخل وقتها بدخول وقت الفرض الذي تصلى معه.
- صلاة النفل المقيد بفعل غيره، مثل: صلاة الوتر فيدخل أول وقته بانتهاء فعل صلاة العشاء.

## أوقات النفل المقيد
صلاة النفل المؤقت، الذي ليس له سبب ولا علاقة لوقته بغيره.
| صلاة النفل   | بداية وقتها | آخر وقتها  |
| ------------ | ----------- | ---------- |
| صلاة العيدين | طلوع الشمس  | زوال الشمس |
| صلاة الضحى   | طلوع الشمس  | زوال الشمس |

## أوقات الراتبة
الصلاة الراتبة هي: التابعة للصلاة المفروضة. وهي: إما راتبة قبلية، ويدخل وقتها بدخول وقت الفرض. وإما راتبة بعدية ويدخل وقتها بالانتهاء من فعل الفرض. ويخرج وقت كل منهما بخروج وقت الفرض.
| صلاة الراتبة          | أول وقتها            | آخر وقتها            |
| --------------------- | -------------------- | -------------------- |
| ركعتان قبل الفجر      | طلوع الفجر الثاني    | طلوع الشمس           |
| أربع ركعات قبل الظهر  | دخول وقت صلاة الظهر  | قبل وقت صلاة العصر   |
| راتبة الظهر البعدية   | بعد فعل صلاة الظهر   | دخول وقت صلاة العصر  |
| راتبة قبل العصر       | دخول وقت العصر       | غروب الشمس           |
| راتبة قبل صلاة المغرب | غروب الشمس           | دخول وقت صلاة العشاء |
| راتبة بعد صلاة المغرب | بعد فعل صلاة المغرب  | دخول وقت العشاء      |
| راتبة قبل صلاة العشاء | دخول وقت صلاة العشاء | طلوع الفجر الثاني    |
| راتبة بعد صلاة العشاء | فعل صلاة العشاء      | طلوع الفجر الثاني    |

## النفل المقيد بسبب
| صلاة النفل     | السبب                 | أول وقتها                   | آخر وقتها |
| -------------- | --------------------- | --------------------------- | --------- |
| صلاة الكسوف    | كسوف الشمس خسوف القمر | عند كسوف الشمس أوخسوف القمر | بالإنجلاء |
| صلاة الاستسقاء | طلب المطر عند القحط   | عند وجود السبب              |           |
| سنة الوضوء     | الوضوء                | بعد الوضوء                  |           |
| تحية المسجد    | دخول المسجد           | عند ودخول المسجد            | بالجلوس   |

### النفل المتعلق بغيره
صلاة النفل المتعلق بغيره بمعنى: المقيد وقته بوقت أو فعل غيره.
- المتعلق بوقت غيره، هو: صلاة النفل الذي يدخل وقته بدخول وقت صلاة أخرى. مثل: صلاة السنن الرواتب القبلية، يدخل أول وقتها بدخول وقت الفرض.
- المتعلق بفعل غيره، هو: صلاة النفل الذي يدخل أول وقته بفعل غيره. مثل: صلاة الراتبة البعدية، يدخل أول وقتها بالانتهاء من فعل الفرض، فلا تصلى قبله. وصلاة الوتر مثلاً؛ يدخل أول وقتها بفعل صلاة العشاء، لا بوقتها. فصلاة نافلة الليل المؤقتة؛ لا يصح فعلها قبل صلاة فرض العشاء، ويمكن معرفة هذا الفرق بالتمثيل فيما يلي:
- إذا دخل وقت صلاة العشاء مثلا؛ لا يصح للشخص أن يصلي صلاة الوتر إلا بعد أن يصلي فرض العشاء.
- لو صلى المسافر فرضي المغرب والعشاء جمع تقديم، في وقت المغرب؛ فإنه يصح أن يصلي بعدهما صلاة الوتر، أي: قبل دخول وقت العشاء، لأنه قد حصل منه فعل فرض العشاء.

| صلاة النفل      | بداية وقتها         | آخر وقتها         |
| --------------- | ------------------- | ----------------- |
| صلاة الوتر      | بعد فعل صلاة العشاء | طلوع الفجر الثاني |
| صلاة التراويح   | بعد فعل صلاة العشاء | طلوع الفجر الثاني |
| الراتبة البعدية | فعل صلاة الفرض      | خروج وقت الفرض    |

## جدول توضيحي لأوقات صلاة النفل
| صلاة النفل           | بداية وقتها                  | آخر وقتها         |
| -------------------- | ---------------------------- | ----------------- |
| صلاة العيدين         | طلوع الشمس                   | زوال الشمس        |
| صلاة الكسوف          | عند كسوف الشمس أو خسوف القمر | زوال السبب        |
| صلاة الاستسقاء       | عند القحط                    |                   |
| صلاة التراويح        | بعد فعل صلاة العشاء          | طلوع الفجر الثاني |
| صلاة الضحى           | طلوع الشمس                   | زوال الشمس        |
| صلاة الوتر           | بعد فعل صلاة العشاء          | طلوع الفجر الثاني |
| راتبة قبل صلاة الفرض | دخول وقت الفرض               | خروج وقت الفرض    |
| راتبة بعد صلاة الفرض | فعل صلاة الفرض               | خروج وقت الفرض    |
| تحية المسجد          | عند دخول المسجد              |                   |
| ركعتان بعد الوضوء    | بعد الوضوء                   |                   |

## مواقع لحساب أوقات الصلاة
- اوقات الصلاة اليوم | محرك بحث اوقات الصلاة
- مواقيت الصلاة
- مواعيد الصلاة